# Lee Cha-su
Lee Cha-su (également orthographié Lee Cha-soo, né le 6 juin 1957 et mort le 9 mars 2020) est un homme politique et activiste social sud-coréen.

## Biographie
Il appelle à la relocalisation de la base aérienne K-2 utilisée avec l'aéroport international de Daegu.
Il est président du conseil du district de Buk. Lee meurt à Chilgok, Buk District, Daegu à l'âge de 62 ans des suites d'une maladie à coronavirus 2019 (Covid-19) pendant la pandémie de Covid-19 en Corée du Sud le 9 mars 2020.